# Chen Xiaoyu
En una onomàstica xinesa Chen es el cognom i Xiaoyu el prenom.
No confondre amb l'actriu Chen Xiao Yu (陈小瑜).
Chenn Xiaoyu (xinès simplificat: 陈小雨). (Deqing 1994 -). Actor, guionista i director de cinema xinès.

## Biografia
Chen Xiaoyu va néixer l'11 de desembre de 1994 al comtat de Deqing, província de Zhejiang (Xina). La seva família es va traslladar a els Emirats Àrabs Units. Però Chen als 17 anys va tornar sol a la Xina. En una entrevista va comentar:
"Em vaig sentir com un desconegut que tornava. Tot i que la meva àvia és aquí, els meus pares encara estaven als Emirats Àrabs Units i em consideraven un rebel”, va recordar, “perquè volien que acabés la universitat, és clar, però vaig abandonar els estudis” " sabia què volia fer; Jo volia fer pel·lícules. Així que vaig decidir invertir el meu temps a fer cinema i començar a fer documentals". Va estudiar a l'Acadèmia de Cinema de Toronto.

#### Carrera cinematogràfica
El 6 de gener de 2012 es va estrenar la pel·lícula  "Young Wallet", on va  fer de director, guionista, càmera, postproducció i productor, i va començar la seva carrera com a actor i desprès va dirigir el seu primer llargmetratge Let’s go (走起).
Durant uns anys ha anat compaginant la seva activitat com a documentalista amb treballs com "Village by the Sea" (2013) i 土豪带你游迪拜 (The Rich Takes You to Travel to Dubai) del 2014 , 亚人 (Àsia) del 2021, amb diversos llargmetratges com 结婚三部曲 (Marriage Trilogy).
La seva pel·lícula del 2023  Gone With The Boat  (乘船而去) va ser presentada a la Secció Netpac del Asian Film Festival Barcelona del 2024. El film reivindica el medi rural més enllà de considerar-ho com una destinació turística idealitzada i com a pal·liatiu enfront de la inestabilitat i la dispersió familiar. Aquest llargmetratge de Chen és una exploració íntima de la dinàmica familiar xinesa. En lloc de basar-se en confrontacions dramàtiques, la pel·lícula retrata les tensions generacionals subtils però profundes i les lluites quotidianes a través del diàleg. La trama explica la història de Jin, una mare de família retirada en un poble, que rep el diagnòstic d’un tumor cerebral, i els seus dos fills adopten posicions divergents. La seva filla Jenny, directora d’un centre de formació d’anglès a Shanghái i en plena lluita per tirar endavant el seu segon matrimoni, insisteix a buscar el millor tractament per a la seva mare. No obstant això, en Qing, el germà menor de la Jenny, que treballa com a guia turístic, creu inevitable el funest desenllaç. La Jin passa els últims mesos de la seva vida envoltada dels seus familiars, mentre que la Jenny i en Qing redescobreixen el seu poble natal.
La pel·lícula també s'ha presentat al Festival Internacional de Cinema de Dublín (DIFF) de 2024,i al Festival Internacional de Cinema de Shanghai on va guanyar el premi al millor guió. i  el premi al millor guió a la secció Golden Longdu del 2n Festival de cinema asiàtic de Cambodja.
La pel·lícula va ser nominada a la millor pel·lícula narrativa al 17è FIRST International Film Festival Xining, de Pequín, i va guanyar el millor guió al 25è Festival Internacional de Cinema de Shanghai.

## Filmografia
| Any  | Títol xinès    | Títol anglès                          |
| ---- | -------------- | ------------------------------------- |
| 2012 | 年轻的钱包     | Young Wallet                          |
| 2013 | 傍海村民       | Village by the Sea                    |
| 2014 | 土豪带你游迪拜 | The Rich Takes You to Travel to Dubai |
| 2014 | 浪             | The Wave                              |
| 2015 | 灰尘           | Dust                                  |
| 2016 | 结婚三部曲     | Marriage Trilogy                      |
| 2018 | 回到现实       | Back to Reality                       |
| 2021 | 亚人           | Asian                                 |
| 2023 | 乘船而去       | Gone With The Boat                    |
| 2024 | 福如东海       | Blessed as the East Sea               |